# Kirby Cone
Der Kirby Cone ist ein markanter Berggipfel im westantarktischen Marie-Byrd-Land. Er ragt aus einem Gebirgsgrat auf, der sich am nordwestlichen Ende des Michigan-Plateaus in nördlicher Richtung erstreckt.
Der United States Geological Survey kartierte ihn anhand eigener Vermessungen und Luftaufnahmen der United States Navy aus den Jahren von 1960 bis 1963. Das Advisory Committee on Antarctic Names benannte ihn 1967 nach Charles H. Kirby, Funker auf der Byrd-Station im antarktischen Winter 1961.